# Haag (Neuendettelsau)

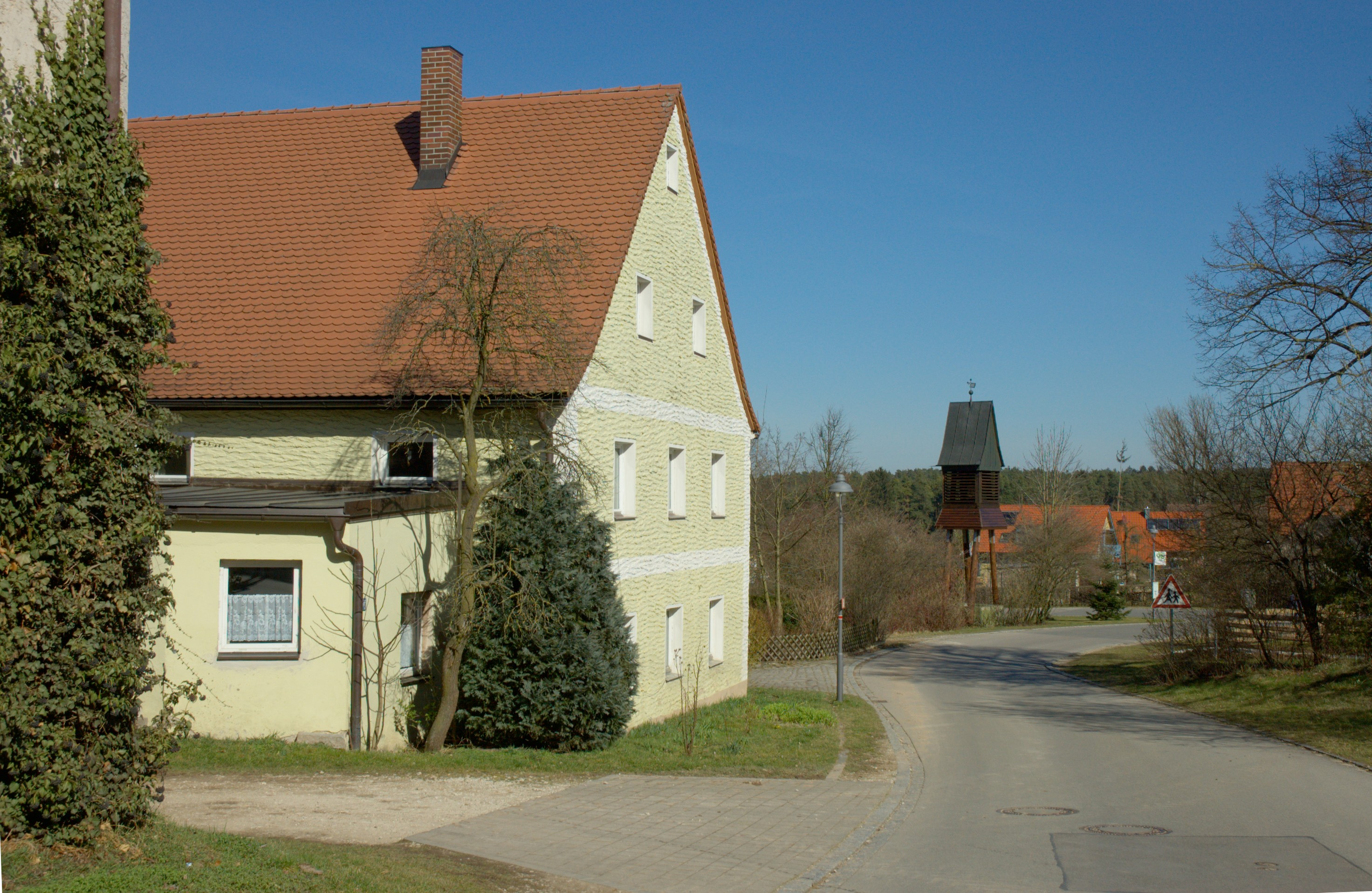
Haag, Dorfplatz

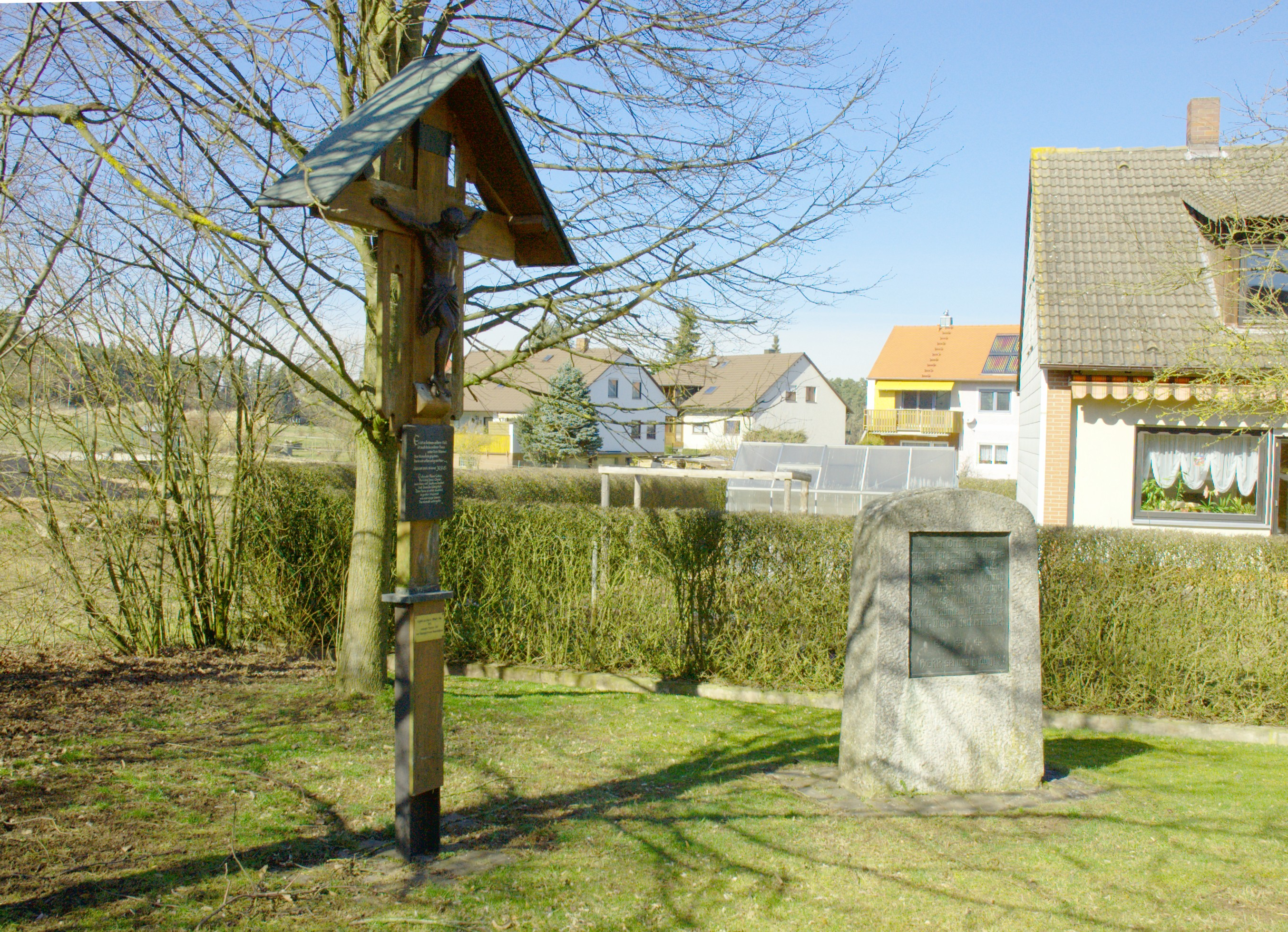
Kriegerdenkmal

Haag ([ˈhaːk] ⓘ, fränkisch: Hooch) ist ein Gemeindeteil der Gemeinde Neuendettelsau im Landkreis Ansbach (Mittelfranken, Bayern). Die Gemarkung Haag hat eine Fläche von 6,491 km². Sie ist in 687 Flurstücke aufgeteilt, die eine durchschnittliche Flurstücksfläche von 9448,65 m² haben. In ihr liegen neben dem namensgebenden Ort die Gemeindeteile Jakobsruh, Reuth, Steinhof und Steinmühle.

## Geografie
Ungefähr 0,8 km östlich des Dorfes entspringt der Reutgraben und 0,8 km südwestlich der Watzendorfer Bach; beide sind rechte Zuflüsse der Aurach. Südlich des Ortes liegt die Flur Am Reuther Weg. Eine Gemeindeverbindungsstraße führt nach Steinhof (0,7 km nördlich) bzw. die Staatsstraße 2410 kreuzend zum Neuendettelsauer Gewerbegebiet (0,7 km südwestlich), eine weitere verläuft ebenfalls zur St 2410 (0,6 km südlich). Ein Anliegerweg führt zur Jakobsruh (1,1 km östlich).

## Geschichte
Der Ort wurde 1288 als „Hage“ bzw. 1316 als „ze dem hage“ erstmals urkundlich erwähnt. Aus der Namensgebung kann man schließen, dass die Siedlung auf Boden steht, der durch Roden buschigen Geländes gewonnen wurde.
Gegen Ende des 13. Jahrhunderts kaufte Hedwig von Vestenberg aus Neuendettelsau, die Frau des Hermann von Vestenberg, ein Gefälle von einem Hof in Haag und schenkte es Heinrich von Hirschlach, dem 13. Abt des Klosters Heilsbronn, jedoch mit dem Vorbehalt der Nutznießung auf Lebensdauer und mit der Verpflichtung, dass nach ihrem Tod zu ihrem Seelenheil vom Kloster alljährlich 20 Heller an ihren Beichtvater aus Neuendettelsau gezahlt und von diesem an Arme verteilt werden sollten. 1335 verkaufte die Gotteshauspflege Immeldorf ein Gut in Haag an den Schuster Heinrich Pestlin aus Mausendorf, der drei Jahre darauf dieses Gut und alle weiteren Güter dem Kloster schenkte. 1404/1405 erwarb der 20. Abt Stromair durch Tausch mit dem Nürnberger Klarakloster vier Güter in Haag. Die getauschten Güter lagen bei Neunhof und bei Hegendorf. Schließlich erwarb der 22. Abt Kötzler 1436 vom Bürger Stephan Tetzel aus Nürnberg ein weiteres Gut in Haag, so dass dem Kloster Heilsbronn insgesamt acht Höfe gehörten.
Im 16-Punkte-Bericht des Oberamts Windsbach aus dem Jahr 1608 wurden für Haag 7 Mannschaften verzeichnet: 3 Bauern und 3 Köbler unterstanden dem Klosterverwalteramt Heilsbronn und 1 Bauer der Reichsstadt Nürnberg. Außerdem gab es ein Gemeindehirtenhaus. Das Hochgericht übte das brandenburg-ansbachische Kasten- und Stadtvogteiamt Windsbach aus. Im Dreißigjährigen Krieg verödeten alle Höfe bis auf einen. Erst vier Jahre nach dem Krieg fand man Käufer, die für einen Morgen Land 30 Kreuzer bis einen Gulden zahlten und sich zu jährlichen Abgaben verpflichteten. Laut dem 16-Punkte-Bericht des Klosteramts Heilsbronn, ebenfalls aus dem Jahr 1608, gab es 7 Heilsbronner Anwesen (4 Höfe und 3 Köblergüter).
In der Amtsbeschreibung des Pflegamtes Lichtenau aus dem Jahr 1748 wurden für den Ort 11 Untertansfamilien angegeben, wovon 1 der Hauptmannschaft Hergersbach des Pflegamts Lichtenau unterstand und 10 anderen Grundherren.
Gegen Ende des 18. Jahrhunderts bildete Haag mit Jakobsruh, Steinhof, Steinmühle eine Realgemeinde mit 16 Anwesen und einem Gemeindehirtenhaus. Das Hochgericht übte das Kasten- und Stadtvogteiamt Windsbach aus, die Dorf- und Gemeindeherrschaft hatte das Klosterverwalteramt Heilsbronn. Grundherren waren das Fürstentum Ansbach (14 Anwesen; Klosterverwalteramt Heilsbronn: 1 Hof, 2 Dreiachtelhöfe, 3 Halbhöfe, 4 Güter, 1 Schmiedgütlein, 1 Mühle 1 Leerhaus; Kastenamt Windsbach: 1 Wirtshaus) und der Nürnberger Eigenherr von Stromer (1 Gut). Von 1797 bis 1808 unterstand der Ort dem Justiz- und Kammeramt Windsbach. Die Zahl der Anwesen blieb unverändert.
Im Jahre 1806 kam Haag an das Königreich Bayern. Im Rahmen des Gemeindeedikts wurde Haag dem 1808 gebildeten Steuerdistrikt Aich und der 1810 gegründeten Ruralgemeinde Aich zugeordnet. Mit dem Zweiten Gemeindeedikt (1818) entstand die Ruralgemeinde Haag, zu der Jakobsruh, Reuth, Steinhof und Steinmühle gehörten. Sie war in Verwaltung und Gerichtsbarkeit dem Landgericht Heilsbronn zugeordnet und in der Finanzverwaltung dem Rentamt Windsbach. Von 1862 bis 1879 gehörte Haag zum Bezirksamt Heilsbronn, seit 1880 zum Bezirksamt Ansbach (1939 in Landkreis Ansbach umbenannt). In der Finanzverwaltung war das Rentamt Heilsbronn zuständig (1919 in Finanzamt Heilsbronn umbenannt), seit 1929 ist es das Finanzamt Ansbach. Die Gerichtsbarkeit blieb beim Landgericht Heilsbronn (1879 in Amtsgericht Heilsbronn umbenannt), seit 1956 ist es das Amtsgericht Ansbach. Die Gemeinde hatte 1964 eine Gebietsfläche von 6,575 km². Am 1. Januar 1972 wurde die Gemeinde Haag im Zuge der Gebietsreform in Bayern nach Neuendettelsau eingemeindet.

### Historischer Ortsplan

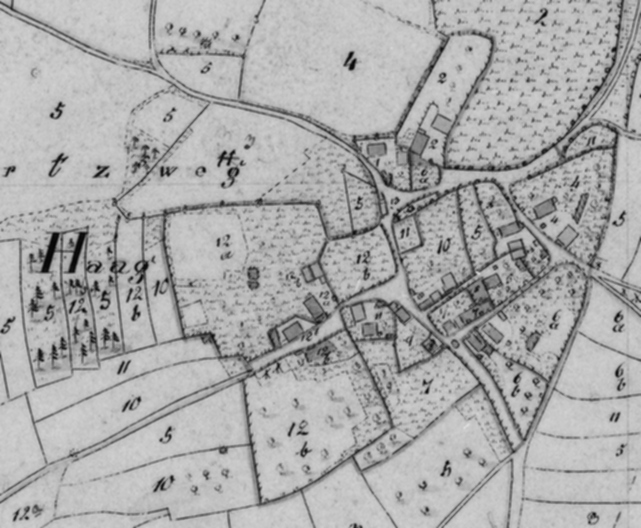
Ortsplan 1827

### Bodendenkmal
- Siedlung vor- und frühgeschichtlicher Zeitstellung[22]

### Einwohnerentwicklung
Hinweis: Die untenstehenden Tabellen erscheinen in der Druckversion nicht vollständig. Sie müssen in Querformat separat ausgedruckt werden (→ Einwohnerentwicklung).
Gemeinde Haag
| Jahr      | 1818   | 1840   | 1852   | 1855   | 1861   | 1867   | 1871   | 1875   | 1880   | 1885   | 1890   | 1895   | 1900   | 1905   | 1910   | 1919   | 1925   | 1933   | 1939   | 1946   | 1950   | 1952   | 1961   | 1970   |
| Einwohner | 192    | 212    | 223    | 236    | 244    | 235    | 232    | 236    | 226    | 208    | 213    | 201    | 213    | 232    | 251    | 244    | 242    | 236    | 236    | 347    | 307    | 279    | 203    | 225    |
| Häuser    | 33     | 34     |        |        |        |        | 36     |        |        | 36     | 38     |        | 36     |        |        |        | 39     |        |        |        | 36     |        | 36     |        |
| Quelle    | [ 24 ] | [ 25 ] | [ 26 ] | [ 26 ] | [ 27 ] | [ 28 ] | [ 29 ] | [ 30 ] | [ 31 ] | [ 32 ] | [ 33 ] | [ 34 ] | [ 35 ] | [ 34 ] | [ 36 ] | [ 34 ] | [ 37 ] | [ 34 ] | [ 34 ] | [ 34 ] | [ 38 ] | [ 34 ] | [ 19 ] | [ 39 ] |

Ort Haag
| Jahr      | 001818 | 001836 | 001840 | 001861 | 001871 | 001885 | 001900 | 001925 | 001950 | 001961 | 001970 | 001987 | 002007 | 002013 |
| Einwohner | 78     | 81     | 92     | 100    | 85     | 79     | 88     | 80     | 103    | 83     | 106    | 98     | 131    | 156    |
| Häuser    | 13     | 15     | 15     |        |        | 15     | 15     | 15     | 15     | 16     |        | 26     |        |        |
| Quelle    | [ 24 ] | [ 40 ] | [ 25 ] | [ 27 ] | [ 29 ] | [ 32 ] | [ 35 ] | [ 37 ] | [ 38 ] | [ 19 ] | [ 39 ] | [ 41 ] | [ 42 ] | [ 1 ]  |

## Religion
Der Ort ist seit der Reformation evangelisch-lutherisch geprägt und nach St. Nikolai (Neuendettelsau) gepfarrt. Einige Anwesen waren bis 1807 nach St. Michael (Weißenbronn) bzw. nach St. Margareta (Windsbach) gepfarrt. Die Einwohner römisch-katholischer Konfession sind nach St. Franziskus (Neuendettelsau) gepfarrt.